# Bysów
Bysów – kolonia w Polsce położona w województwie śląskim, w powiecie częstochowskim, w gminie Lelów.